# Casey Lawrence
Casey Lee Lawrence (né le 28 octobre 1987 à McSherrystown, Pennsylvanie, États-Unis) est un lanceur droitier des Mariners de Seattle de la Ligue majeure de baseball.

## Carrière
Casey Lawrence signe son premier contrat professionnel en 2010 avec les Blue Jays de Toronto. 
Il fait ses débuts dans le baseball majeur avec les Blue Jays à l'âge de 29 ans, le 8 avril 2017, comme lanceur de relève face aux Rays de Tampa Bay.
Après seulement 4 matchs joués pour Toronto, Lawrence est réclamé au ballottage par les Mariners de Seattle le 11 mai 2017.